# Affaire Louis Mailloux

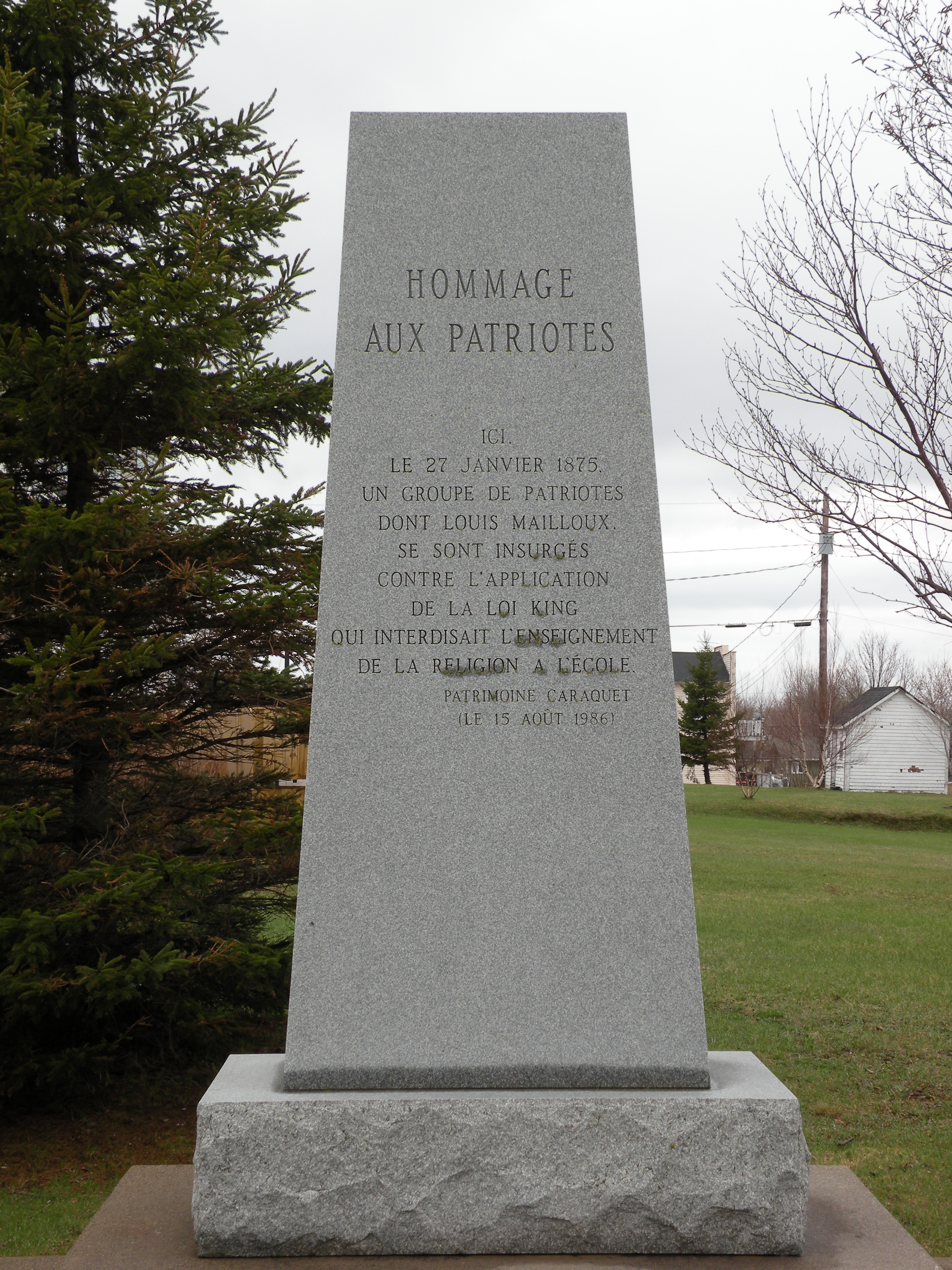
Hommage aux patriotes.

Vous lisez un « bon article » labellisé en 2009.
Pour les articles homonymes, voir Mailloux et Louis Mailloux (homonymie).
L'affaire Louis Mailloux est une série d'événements violents assimilés à une jacquerie ayant secoué la ville de Caraquet, au Nouveau-Brunswick (Canada), en janvier 1875.
La loi 87, votée en 1871, réforme le système d'éducation public de la province et améliore son financement. Cette loi est à l'origine de la Question des écoles du Nouveau-Brunswick qui, durant quatre ans, occasionne de nombreux problèmes politiques dans la province et dans le reste du Canada.
Caraquet est l'une des villes où l'opposition est la plus forte. La situation précaire d'une partie de la population, exacerbée par le contrôle d'une minorité de marchands anglophones, dégénère en janvier 1875. Plusieurs émeutes et manifestations, liées ou non entre elles et à la question scolaire, ont lieu. La police intervient à l'aide d'une milice et est plus tard rejointe par l'armée. Le 27 janvier, une fusillade a lieu dans la maison d'André Albert. Deux personnes, John Gifford et Louis Mailloux, y trouvent la mort.
Après une enquête expéditive, plusieurs procès judiciaires sont organisés pour juger les émeutes et la mort de John Gifford, mais en ignorant celle de Louis Mailloux. Finalement, toutes les accusations sont rejetées dans l'affaire et les accusés sont libérés ; cependant les événements auront déchiré la province.
Plus d'un siècle plus tard, les opinions sur ces événements sont toujours partagées et provoquent des controverses. L'affaire Louis Mailloux est présente dans la culture acadienne et a donné lieu à plusieurs œuvres musicales et théâtrales.

## Contexte

### Contexte politique

#### État de l'éducation au Nouveau-Brunswick
L'éducation publique au Nouveau-Brunswick a suivi une lente évolution depuis son implantation en 1819. Le réseau faisait face à un problème de financement, d'accès et de qualité, en plus d'un manque d'intérêt de la population. La Loi des écoles de paroisse de 1858 tente de rendre l'éducation plus accessible et d'en augmenter la qualité, en plus d'instaurer l'élection de trois syndics (commissaires) scolaires au niveau des paroisses civiles. Des imprécisions dans la loi causent une prolifération des écoles confessionnelles dans la province. Par ailleurs, le financement des écoles reste la responsabilité des parents des élèves inscrits, signifiant que les populations plus pauvres ont tendance à avoir une mauvaise éducation. Pendant plusieurs années, la Confédération canadienne, le Chemin de fer Intercolonial, la fin du Traité de réciprocité canado-américain et les Raids féniens monopolisent la politique du Nouveau-Brunswick, au détriment de l'éducation.

#### Loi des écoles communes

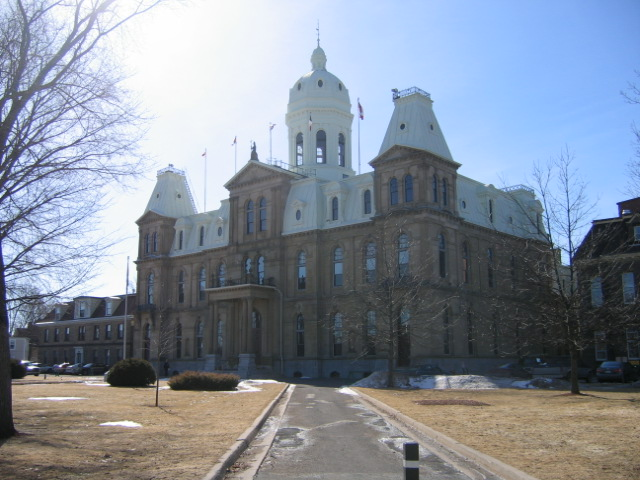
Édifice de l'Assemblée législative du Nouveau-Brunswick, à Fredericton.

En 1869, le premier ministre George Edwin King prépare un projet de loi destiné à réformer le système d'éducation de la province. Face à l'opposition des principaux journaux catholiques, soit Le Moniteur acadien et The Morning Freeman, et aussi pour éviter de perdre le pouvoir, King retire son projet juste avant l'élection de 1870 et est réélu. Le projet de loi est réintroduit à l'Assemblée législative du Nouveau-Brunswick en 1871. La Loi 87, ou Loi des écoles communes, (officiellement Common School Act en anglais), instaure les commissions scolaires et une taxe scolaire, rend les écoles non confessionnelles et interdit les symboles religieux. Malgré l'opposition de certains députés et une bataille médiatique, le projet de loi est adopté le 5 mai 1871.

#### Question des écoles du Nouveau-Brunswick

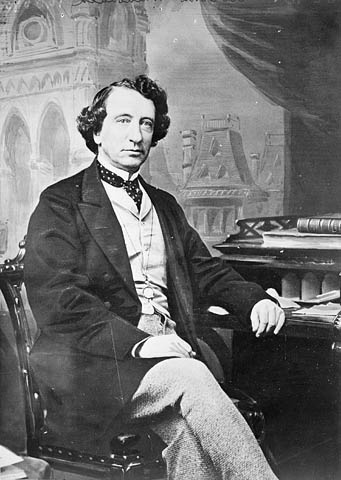
Le premier ministre du Canada John A. MacDonald en 1868, archives nationales du Canada.

Un mouvement se forme pour protéger les écoles catholiques, avec comme chefs de file les évêques Sweeney et Rogers. L'affaire se déplace à la Chambre des communes du Canada. Le premier ministre John A. Macdonald refuse de défendre les catholiques, prétextant le partage des pouvoirs qui garantit le contrôle de l'éducation aux provinces. Les députés sont divisés à ce sujet, un amendement de la Constitution est proposé et le gouvernement du Nouveau-Brunswick sous-entend quitter la Confédération si le débat continue. Une motion de défiance est lancée contre Macdonald, mais n'a pas d'effet et les députés conservateurs du Québec, le parti du premier ministre, se rangent derrière leur chef. À l'élection de 1872, les conservateurs perdent 7 députés au Québec, dont George-Étienne Cartier, mais Macdonald est tout de même reporté au pouvoir. Cette élection favorise le nationalisme québécois, avec entre autres la victoire d'Honoré Mercier. Ce dernier livre le 14 mai 1873 un discours patriotique pour la cause des catholiques du Nouveau-Brunswick, qui rallie la plupart des députés Canadiens français. Une motion proposée par John Costigan demande d'envoyer l'affaire devant le Comité judiciaire du Conseil privé, à Londres. La motion est votée le 15 mai 1873, qui, avec le Scandale du Pacifique, force Macdonald à donner le pouvoir au Parti libéral d'Alexander Mackenzie. Lors de l'élection de 1874, Honoré Mercier n'est pas autorisé à être candidat libéral, malgré sa défense des catholiques. Le gouvernement de Mackenzie sort vainqueur de l'élection et écarte aussitôt Anglin du débat, en le nommant Président de la Chambre des communes ; aucun catholique du Nouveau-Brunswick n'est à présent membre du cabinet. De plus, le Discours du Trône ne fait aucunement mention de la Question des écoles. Le 17 juillet 1874, les membres du Comité judiciaire du Conseil privé déterminent qu'ils n'ont rien à voir avec l'application de la Loi 87.
Entretemps, l'opposition catholique au Nouveau-Brunswick est réprimée.

### Contexte socioéconomique

#### Société caraquetoise

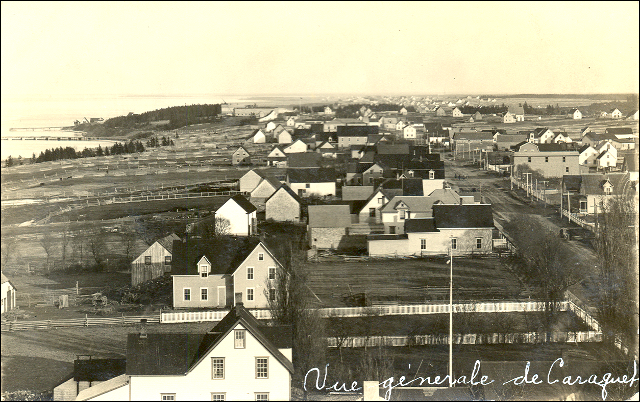
Caraquet, vers 1900.

La ville de Caraquet a été fondée par deux principaux groupes de pionniers : les premiers, des Acadiens rescapés du Grand Dérangement, s'établirent à l'ouest de la ville à partir de 1757. Ils pratiquent surtout l'agriculture, une activité encouragée par le clergé. Le second groupe, établi à l'est de la ville, est composé de rescapés de la bataille de la Ristigouche, de gens originaires de Gaspésie et du Bas-Saint-Laurent, pour la plupart d'origine normande, ainsi que de quelques Micmacs. Ceux-ci pratiquent surtout la pêche et contribuent à la plus grande partie de l'approvisionnement en nourriture de la ville.
Pendant environ cinquante ans, les deux groupes se détestent et aucun mariage n'est célébré entre les deux groupes de familles fondatrices. Au début du XIXe siècle, la présence des pêcheurs attira un troisième groupe d'habitants, anglophones et protestants cette fois, provenant du Royaume-Uni et de Jersey. Le nombre augmente à l'arrivée de la Charles Robin Company en 1837. Les marchands s'installent dans le centre de la ville et construisent magasins, hangars et grandes maisons, des quais et autres infrastructures portuaires. En 1871, lors de l'éclatement de la question des écoles, Caraquet compte 3 111 habitants, dont 79 anglophones.
Malgré leur faible nombre, les marchands anglo-protestants profitent de leurs liens avec la majorité anglophone de la province pour occuper différents postes gouvernementaux. Les marchands installent aussi un système de double monopole auprès des pêcheurs, qui sont payés avec des jetons pouvant uniquement être échangés dans les magasins de la compagnie. Lorsque le pêcheur n'a plus de jetons durant l'hiver, il achète à crédit. Les pêcheurs étant obligés de choisir entre les Robin, Rive, Young et Fruing qui utilisent tous la même méthode, ce qui crée une dépendance des habitants de l'est de la ville. C'est pour cette raison que le clergé encourage la population à pratiquer l'agriculture.

#### Élite caraquetoise

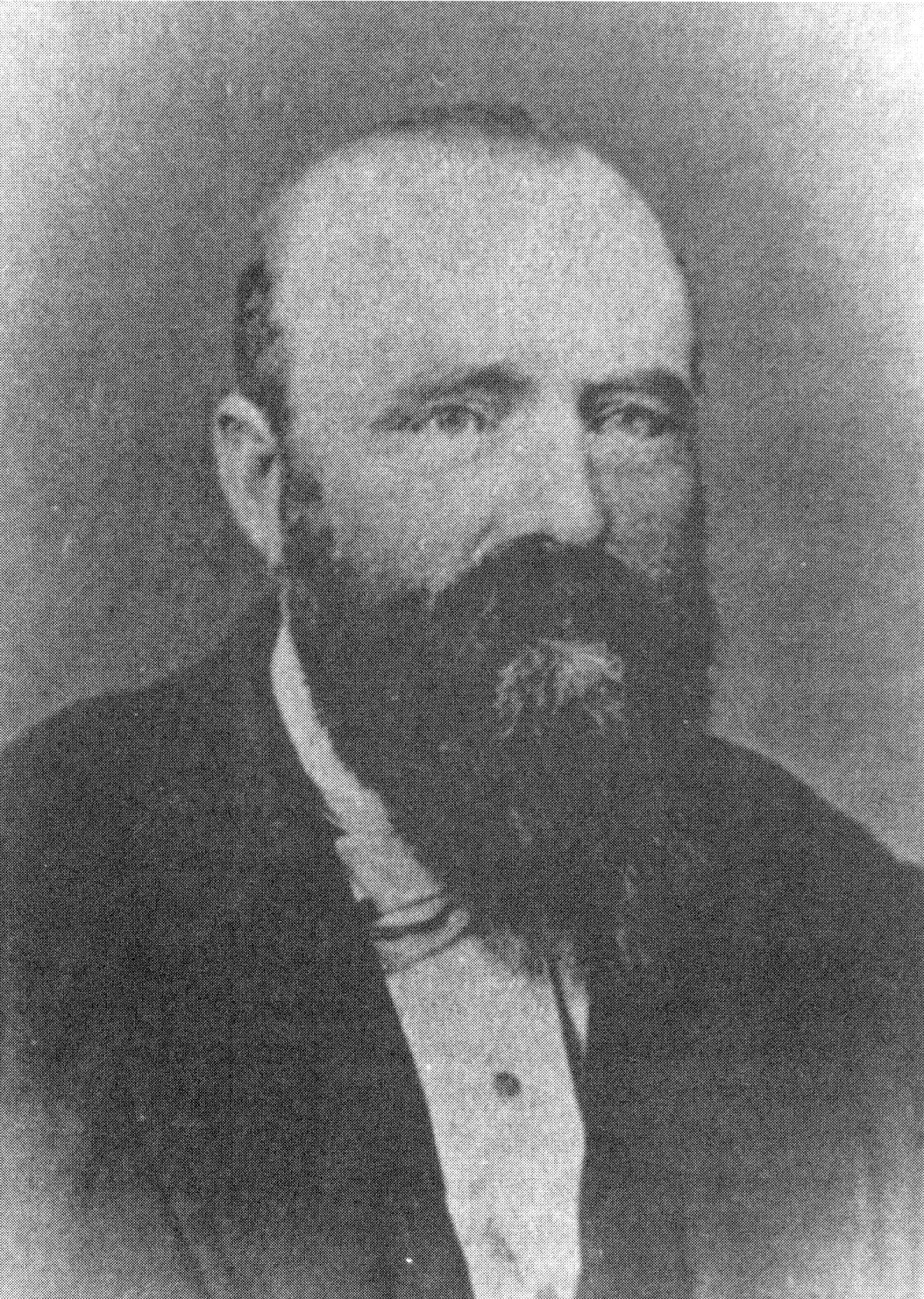
Robert Young, marchand et homme politique influent.

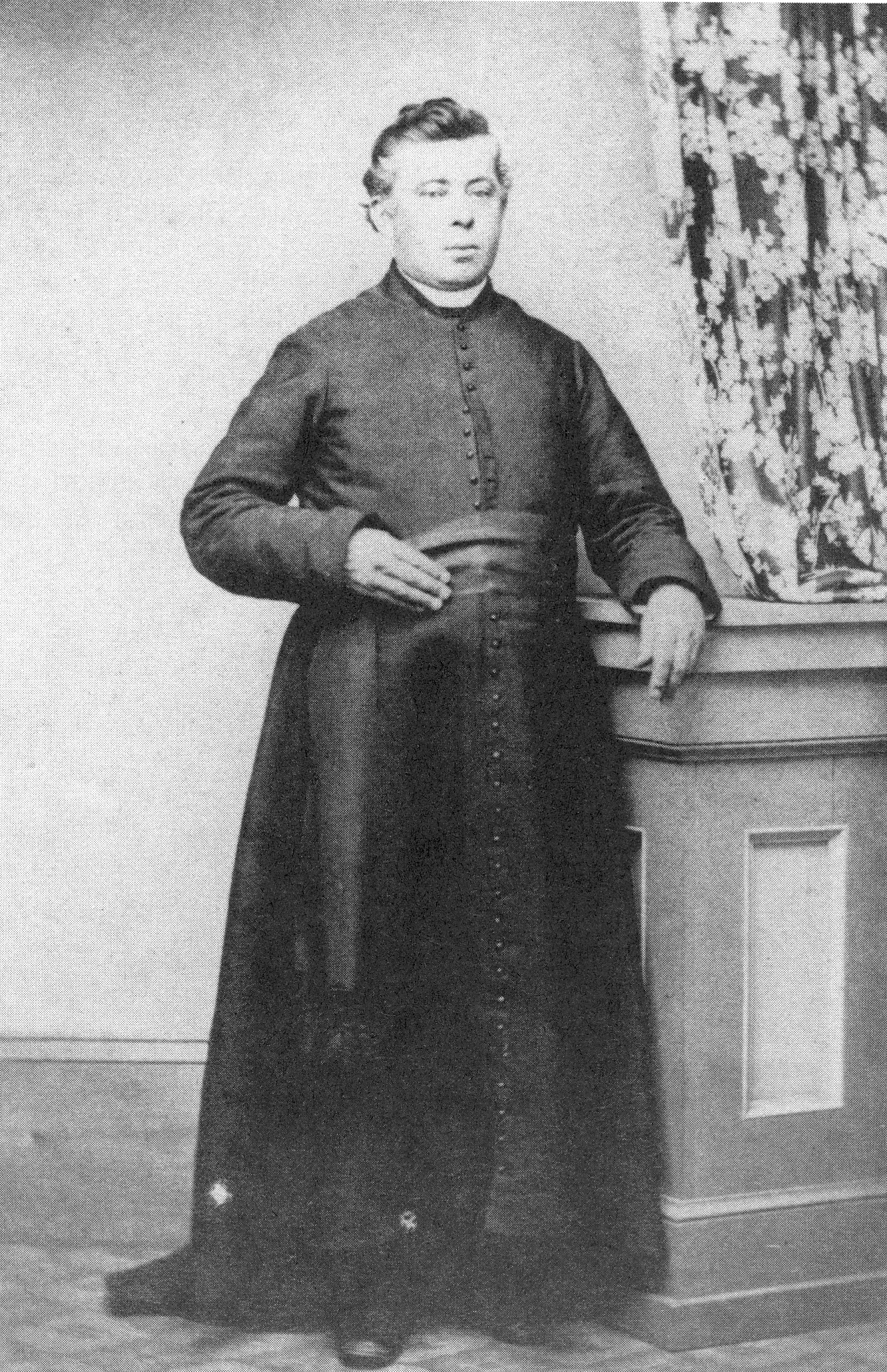
Joseph Pelletier, curé.

Vers la fin du XIXe siècle, le Caraquetois le plus influent est Robert Young (1834-1904), établi en ville depuis 1851 pour diriger la succursale de l'entreprise de son père, James Young, de Tracadie. Young épouse Sarah Hubbard le 23 décembre 1857. Il est élu à l'Assemblée législative du Nouveau-Brunswick en 1861 puis réélu en 1865 et 1866. Il ne se présente pas à l'élection de 1870, où Théotime Blanchard et Napier l'emportent. Young est nommé au Conseil législatif en 1867 et reste président jusqu'en 1883. Young est un fervent opposant à la Confédération canadienne et a appuyé sans succès John Meahan contre Timothy Anglin dans Gloucester, ce dernier étant venu à l'invitation du curé Joseph Pelletier.
James G.C. Blackhall (1827-1910) est né à Caraquet, de parents écossais. À la mort de son père John, survenue en 1857, il hérite de toutes ses fonctions civiles et devient alors juge de paix, maître des postes, officier des douanes, coroner, etc.
Philippe Rive est né à Saint-Pierre, à Jersey, en 1838. Il a émigré à Caraquet pour ouvrir un commerce de pêche et devient de plus consul de Norvège. Il épouse l'institutrice Catherine Dwyer, de Rexton, le 15 novembre 1876.
Joseph Pelletier est né en 1828 à Kamouraska, au Québec. Ordonné prêtre en 1853, il arrive à Caraquet en 1869. Il ouvre un couvent en 1874, dont il offre la direction à la Congrégation Notre-Dame de Montréal. Il est l'un des principaux opposants à la Loi 87 et fait la promotion d'un système d'écoles séparées pour la minorité catholique, comme ce qui se fait déjà au Québec pour la minorité protestante.
Théotime Blanchard est un instituteur né à Caraquet en 1844. Il est élu à l'Assemblée législative en 1870 et appuie le curé Pelletier. Il incite les citoyens de sa ville à ne pas payer la taxe scolaire.

## Émeutes de Caraquet

### Formation du conseil scolaire
En novembre 1874, une réunion est organisée par Théotime Blanchard pour nommer les officiers aux différentes charges publiques de la paroisse de Caraquet, dont les trois postes de commissaires scolaires en vertu de l'article 31 de la Loi des écoles communes. Ces nominations doivent être sanctionnées par le Conseil exécutif de la province, présidé par le Caraquetois Robert Young. L'ouverture des travaux est prévue pour le 6 janvier 1875. Une réunion est convoquée à Caraquet par Young, le 4 janvier, à laquelle assistent uniquement des membres de la minorité anglophone de la ville. Les dix-neuf personnes présentes signent une pétition informant le Conseil exécutif de la non-validité de la réunion de novembre et que les commissaires nommés sont invalidés tel que le stipule l'article 31 de la Loi des écoles communes, faute d'avoir payé leurs taxes scolaires. Lors de la même réunion, un nouveau conseil scolaire est créé, formé de John Sewell, Philip Rive et James G.C. Blackhall. Catherine Dwyer, qui épousera Philip Rive un an plus tard, est nommée institutrice et on loue une école. On informe l'institutrice qu'elle ne doit pas accepter les enfants des personnes s'opposant à cette réunion. Robert Young présente lui-même la pétition au Conseil exécutif.

Carte de situation.

### Début des hostilités

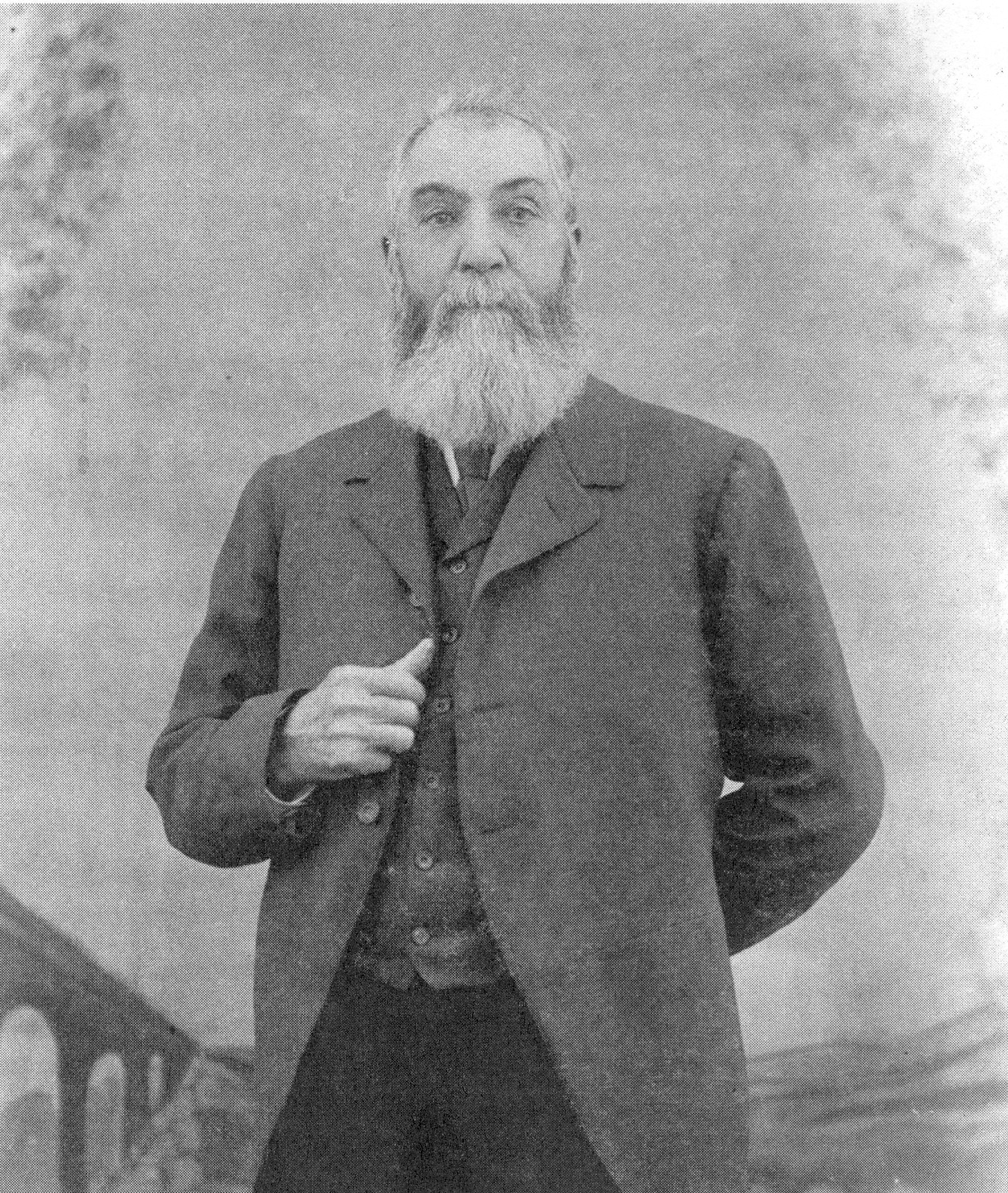
James G.C. Blackhall, marchand et commissaire scolaire.

Une seconde réunion est convoquée par Robert Young le 14 janvier 1875, où l'on doit fixer les taux de taxation et les méthodes de préception. À la réunion, une motion propose Philip Duval comme président de l’assemblée. La plupart des gens votent contre, mais leur choix est ignoré parce qu’ils n’ont plus de droit de vote, n'ayant pas payé la taxe scolaire. Ceux-ci ont apparemment expulsé immédiatement le président et Blackhall. La réunion se termine sans que rien soit décidé.
Le lendemain 15 janvier, une trentaine d’hommes ayant assisté à cette réunion se rend à l’école pour y organiser une autre réunion, cette fois-ci entre catholiques. Il est dix heures du matin. La porte est barrée et les hommes se rendent chez James Blackhall, qui vit près de l’école, pour lui demander les clés. Pendant que certains discutent avec Blackhall, d'autres vont chercher du rhum au magasin des Robin. Ils reviennent plus tard sous l'effet de l'alcool, certains chantent même La Marseillaise. Ils sont maintenant une cinquantaine et exigent que Blackhall signe sa démission. Les insurgés mettent la maison sens dessus dessous, répandant presque un incendie et Blackhall accepte finalement de signer. Ils se rendent ensuite chez Martin Haché et Stanislas Légère, deux des Acadiens ayant payé leurs taxes. On leur exige la signature d'une lettre établissant qu’ils s’opposent à la loi scolaire. De plus, les émeutiers extorquent de l’argent à Martin Haché et à M. Ahier. Philip Rive démissionne du conseil scolaire avant même de recevoir la visite des émeutiers.
Parmi les autres endroits visités par les émeutiers se trouve le magasin de Robert Young. Ce dernier se trouvait alors à Fredericton. Ils sont accueillis par le commis Colson Hubbard, parent de Sarah Hubbard, l'épouse de Robert Young. Ils achètent des provisions et du rhum et menacent le commis Hubert Blanchard, un autre Acadien ayant payé la taxe.

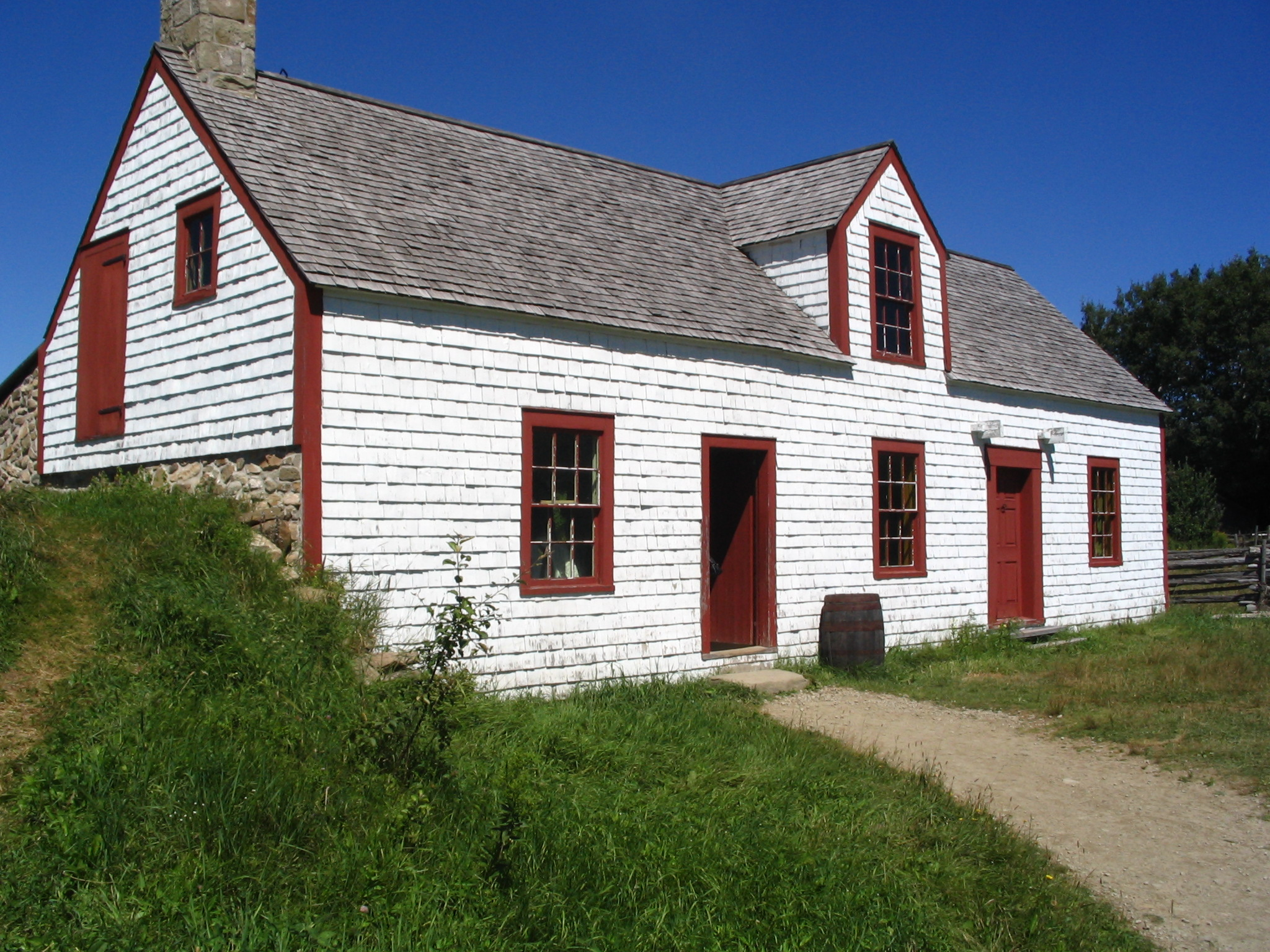
La maison Blackhall, déplacée au Village historique acadien en 1976.

Après que les émeutiers eurent quitté la résidence des Young, Sarah Hubbard envoie un télégramme à son mari. Selon certaines sources, ce télégramme aurait plutôt été envoyé par Philip Rive.
« Ils affirment en avoir fini avec tous les protestants à part vous. Ils menacent de vous enlever la vie dès votre arrivée. Nous nous préoccupons pour votre sécurité, d'après les événements d'hier. S'ils se rassemblent et qu'ils se procurvous ils iront chez tous les marchands pour brûler les comptes et hypothèques,. »
Robert Young reçoit le télégramme à son passage dans la région de Sackville. Il rend ensuite visite à son ami William Kelly, à Chatham, avant de retourner à Caraquet, le 22 janvier. Les émeutiers ayant été identifiés par le commis Colson Hubbard lors de leur visite au magasin, des mandats d’arrestation sont lancés le lendemain de son arrivée.
Le curé Pelletier de Caraquet reçoit une lettre anonyme — que la tradition orale affirme venir du commis Colson Hubbard. On y menace de brûler le presbytère de l'église Saint-Pierre-aux-Liens et d’autres édifices s’il ne demande pas aux gens de se calmer. Il fait la lecture de la lettre durant la messe dominicale du 24 janvier. Plusieurs considèrent cette lettre comme une menace et ils sont une centaine à se rendre le matin du 25 janvier chez Robert Young. Celui-ci s'est barricadé chez lui avec des amis et ils sont armés. Les émeutiers quittent ensuite la maison dans l’ordre, sans avoir réussi à parlementer avec Young.

### Arrivée des renforts

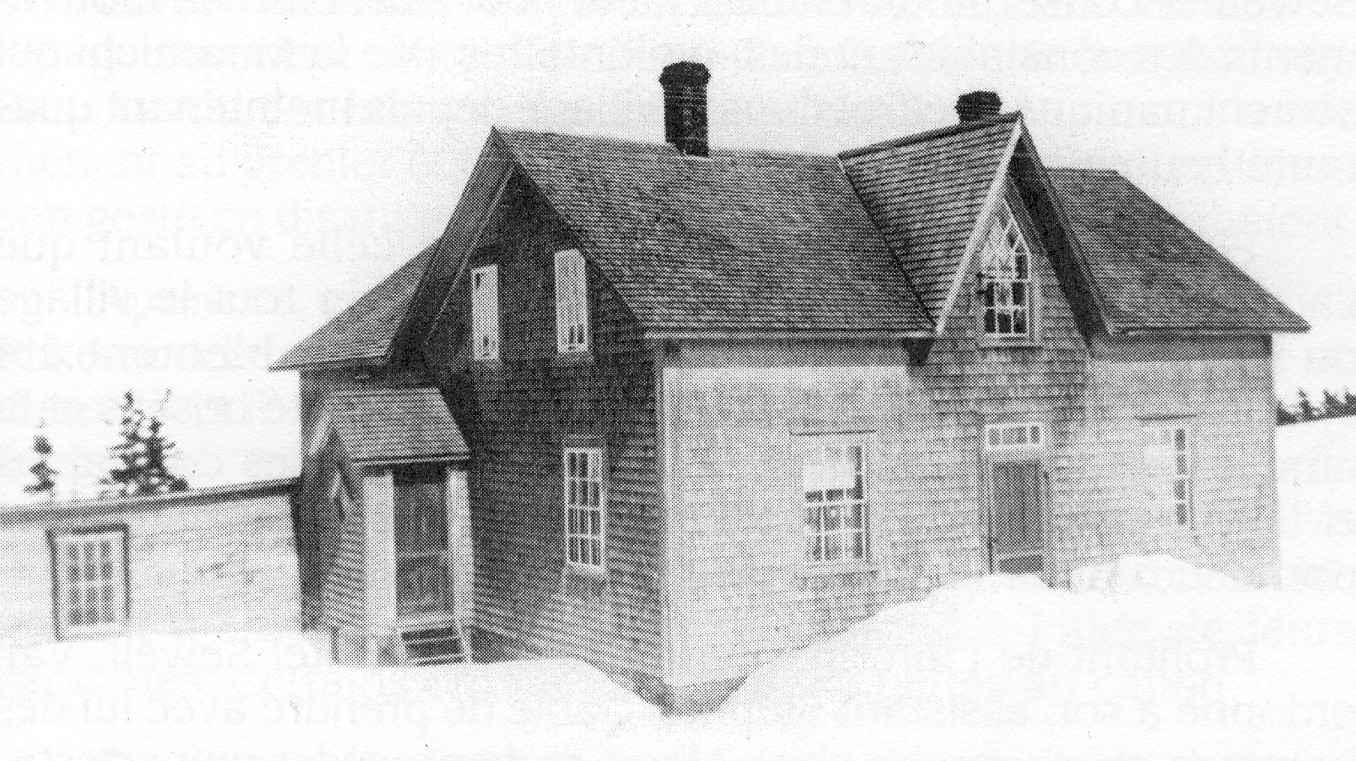
L'hôtel Sewell en 1890.

Après avoir reçu les mandats d'arrestation, le shérif Robert B. Vail de Bathurst appelle du renfort de l'honorable William Kelly, de Chatham, chez qui Young avait rendu visite avant de revenir à Caraquet. Vail arrive à Caraquet le 26 janvier à trois heures du matin, accompagné de six constables. Ils sont rejoints tôt le matin par John et Richard Sewell, de Pokemouche. Ils descendent à l’hôtel Sewell tandis que Vail se rend chez Robert Young. Un groupe de vingt hommes, envoyés par Willam Kelly, arrive le 27 janvier à l'aube. Ceux-ci sont des mercenaires, car la loi interdit à Vail de faire appel à des constables ne venant pas du comté sans la permission de trois juges de paix. Vail se trouvait par hasard à Caraquet durant les événements du 15 janvier.
Les rumeurs courent et Joseph Lebouthillier, Éloi Lanteigne et Gustave Lanteigne sont arrêtés. Plusieurs personnes sont apparemment malmenées. La situation est aggravée par le fait qu'aucun constable ou milicien ne parle français. Gervais Chiasson, confondu avec Gervais Lanteigne, est battu et arrêté, même s'il n'a aucun rapport avec les émeutes.

### Fusillade

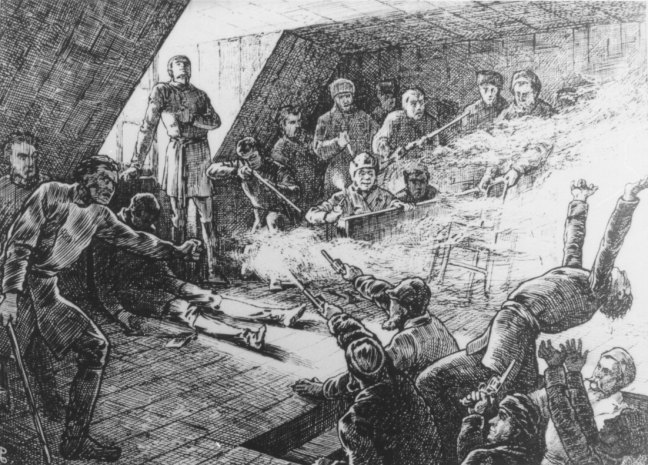
Death of Constable Gifford, une caricature de la fusillade parue dans le Canadian Illustrated News du 13 février 1875. L'article ne mentionnait même pas la mort de Mailloux.

Durant l'après-midi du 27 janvier, un groupe de 14 jeunes de Caraquet se réunissent pour jouer aux cartes dans le grenier de la maison d'André Albert, située juste en face de l'hôtel Sewell. Dans la cuisine se trouvent également Louis Parisé, l'épouse d'André Albert et sa belle-sœur, Clothilde Chiasson, qui est également la mère de l'un des invités, Joseph Chiasson.
Peu de temps après, Vail apprend du valet de l'hôtel Sewell, Philias Thériault, que des émeutiers se cacheraient dans la maison d’André Albert. Le shérif ordonne à son assistant Stephen Gable de donner l'assaut avec vingt hommes, dont John Blackhall qui sert d'interprète. Il est trois heures de l'après-midi. Blackhall pose des questions à André Albert, qui nie la présence des émeutiers. Pendant ce temps, Stephen Gable et quelques hommes entrent dans la maison alors que les autres restent à l'extérieur pour éviter que les occupants s'enfuient. Un des constables pointe son fusil dans sa direction alors que Clothilde se lève pour retirer de l'eau qui bout sur le poêle ; elle s'évanouit. Les deux femmes sont ensuite transportées dans une pièce voisine. Un bruit venant du deuxième étage attire l'attention de Robert Ramsay. Il pointe le plafond et tire une balle au hasard pour « effrayer ceux qui s'y cachent ». Après ce coup de feu, Richard Sewell s'écrie « les fils de pute sont là-haut ! » et se précipite vers le grenier, avec Henry Burbridge. Les occupants les en empêchent. Voyant cela, d'autres constables tentent d'enlever les planches du plafond avec leurs carabines. Deux coups de feu partent du grenier, sans blesser personne.
John Gifford parvient à se glisser au grenier avec l'aide de Richard Sewell et George Loggie. Gifford reçoit un coup de feu en plein visage et meurt sur le coup. Il avait tiré une fois. La suite des événements n'est pas connue avec précision. Il semble que pendant plusieurs minutes, des coups de feu sont tirés à travers le plafond. Profitant de la confusion, Agapit Albert arrive à s'échapper du grenier tandis que Stanislas Albert est assommé par un constable en essayant de le faire. Pendant ce temps, quelques constables parviennent au grenier et mettent fin aux tirs. Bernard Albert est jeté en bas, mais se cache en dessous d'un lit. Il est coupé aux doigts et a une blessure au front. Joseph Duguay, blessé au visage, est arrêté sur le fait. Louis Mailloux repose par terre, blessé à la tête. Il est laissé pour mort tandis que les constables rassemblent les émeutiers.

### Réactions immédiates

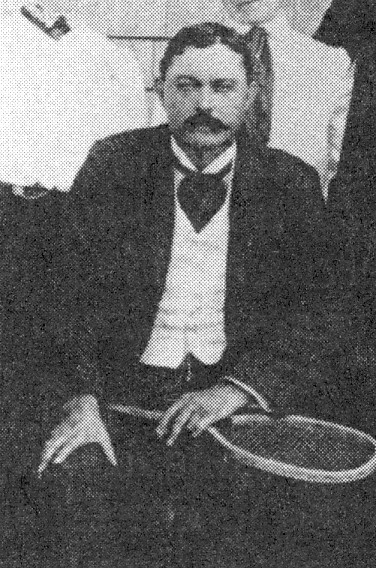
Colson Hubbard, qui a identifié certains émeutiers et aurait envoyé une lettre de menace au curé Joseph Pelletier. Photographie de 1904.

Les 14 émeutiers arrêtés sont conduits au magasin de Young, qui sert de prison, sauf un, qui est laissé sur place à cause de ses blessures trop importantes. Il ne sera soigné que le lendemain. Un peu plus tard, les constables permettent d’aller chercher le corps de Louis Mailloux. Il respire toujours et meurt trois quarts d’heures plus tard, dans la nuit du 28 janvier. Les prisonniers sont ensuite conduits à Bathurst. À l'arrivée, plusieurs ont des engelures aux pieds et l'un des chevaux meurt.
Dès que la nouvelle de la fusillade arrive à Bathurst, le sénateur John Ferguson ainsi que deux autres juges de paix font appel à la milice de Chatham afin de venir en aide aux policiers. Le 28 janvier, deux officiers et 41 artilleurs de la batterie de campagne de Newcastle partent sous le commandement du Major R. R. Call. Ils arrivent à Bathurst le 29 janvier à 21 h 30. Ils emportent aussi deux canons de fort calibre. Un détachement de quatre officiers et 46 hommes du 73e bataillon d'infanterie partent aussi de Chatham le 28 janvier. Ils vont arriver à Bathurst le lendemain, vers 17 heures.
Le 30 janvier, on décide que le corps d'artillerie restera à Bathurst. Seuls les fantassins iront à Caraquet pour aider les constables ; ils y arrivent le lendemain matin.
Les funérailles de Louis Mailloux sont célébrées le 2 février. Le même jour, John Gifford est inhumé à Newcastle. Tous les commerces de la ville sont fermés et 1 000 personnes assistent à ses funérailles.

## Réactions politiques

### Premier projet de loi

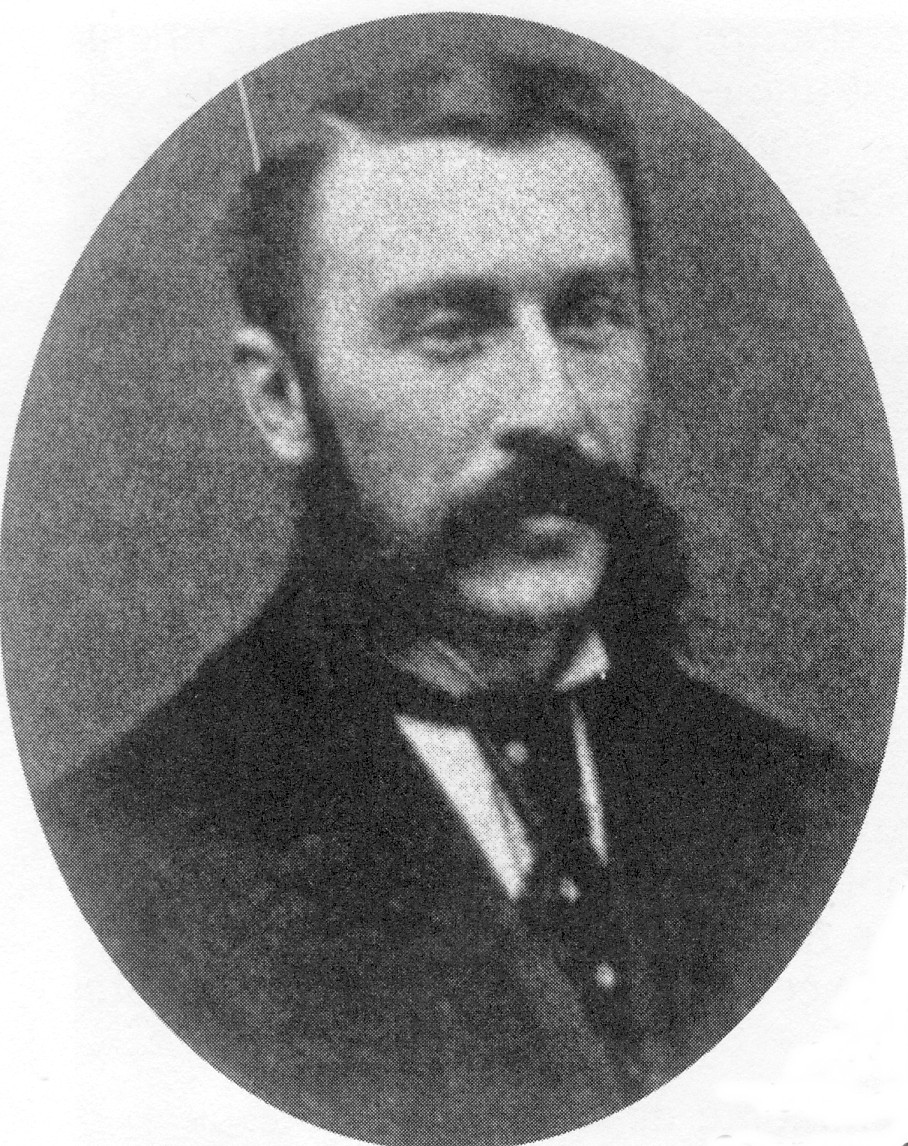
Théotime Blanchard en 1875.

Les émeutes ne sont pas mentionnées explicitement lors de la reprise des travaux à l'Assemblée législative, le 20 février 1875, mais le député H. O'Leary, du comté de Kent, qualifie la loi d'insulte, ce qui est réfuté par le premier ministre. Le 8 mars, Théotime Blanchard propose un projet de loi qui légaliserait les délibérations et nominations faites lors de la réunion publique tenue en novembre à Caraquet. Cette loi aurait pour effet d'annuler la réunion du 4 janvier 1875 et la nomination des syndics anglo-protestants. Introduit le 9 mars 1875, le projet de loi soulève un débat, le ministre Fraser accusant Blanchard d'être responsable des émeutes. Malgré la défense de Blanchard, le projet de loi est rejeté.

### Tentative d'assassinat
Le 18 mars 1875, alors qu'il se rend de Caraquet à Fredericton, Théotime Blanchard est victime d'une tentative d'assassinat. En effet, alors qu'il se trouve près de Néguac, un homme déguisé en femme fait feu sur lui et la balle manque de peu sa tête. Le coupable ne sera jamais retrouvé.

### Deuxième projet de loi
Le gouvernement provincial présente ensuite, le 8 avril, un projet de loi visant à faire construire une prison à Caraquet et d'y établir un poste de police permanent. Une pétition de 15 000 signatures, présentée par le député Kennedy Francis Burns, dénonce la loi qu'il suspecte de venir de Robert Young.
À la suite de l'attentat sur sa personne et du choc causé par la mort de Louis Mailloux, Théotime Blanchard se fait des plus virulent, déclarant même « qu'il n'était pas nécessaire que les Bismarcks et les Kaisers de Gloucester fassent venir l'armée prussienne à Caraquet ».
Le projet de loi est tout de même adopté, seulement 4 députés — Henry O'Leary, Urbain Johnson, Kennedy Burns et Théotime Blanchard — s'y étant opposé.

## Procès de Bathurst

### Procédures et financement

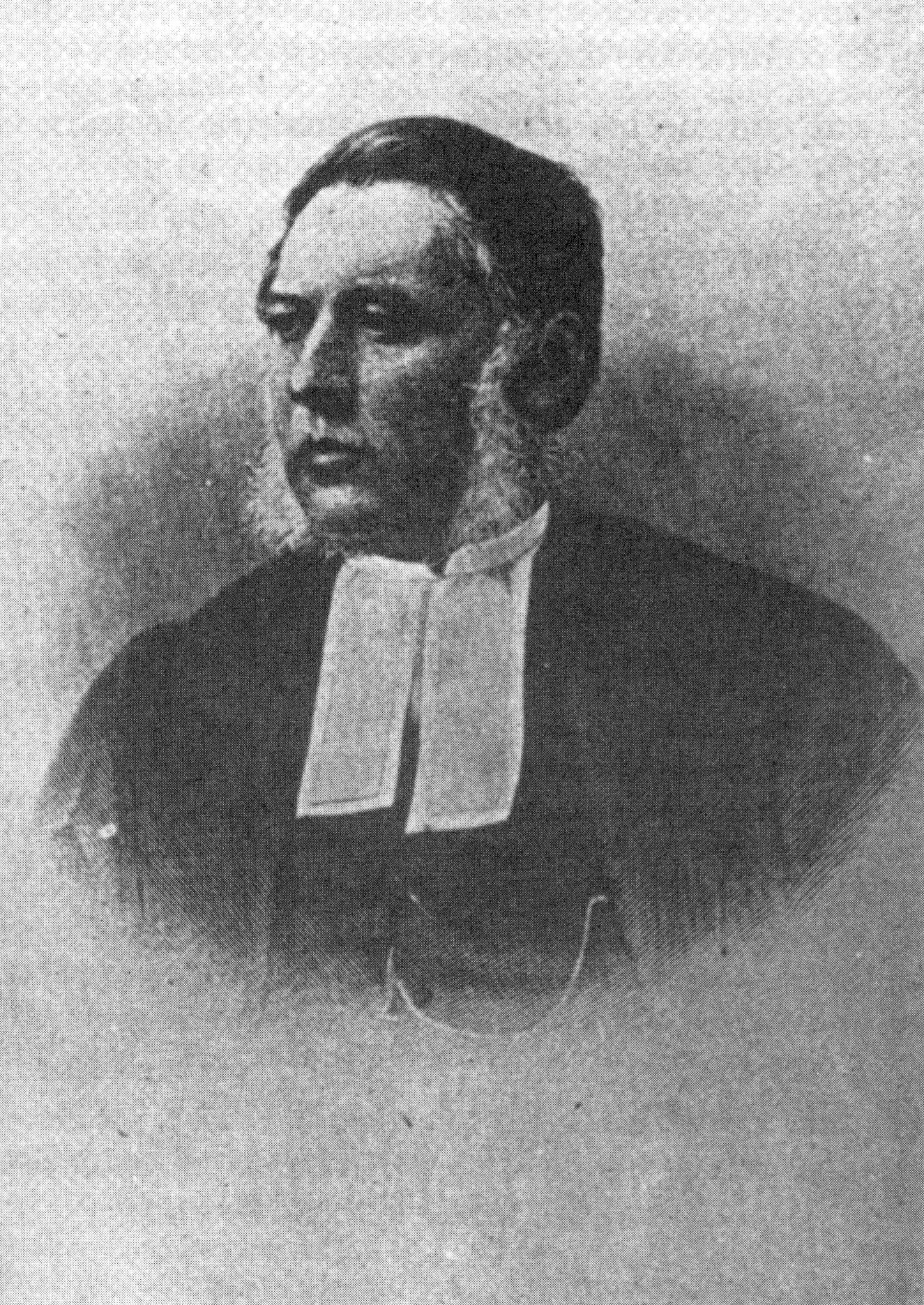
Le juge John C. Allen.

L'enquête menée par Joseph Sewell est expéditive. Selon le rapport du médecin légiste, le docteur G.M. Duncan de Bathurst, Mailloux aurait été tué par un inconnu avec un seul projectile de pistolet, à la tête. D’après l'enquête du coroner Dr S.L. Bishop, Gifford aurait été atteint de 29 projectiles de fusil de chasse.
En tout, 25 prisonniers ont été arrêtés par Vail et ses hommes et conduits à Bathurst. Après l'enquête du coroner, qui eut lieu entre le 29 janvier et le 2 février, tous sont accusés d'avoir participé à une émeute, à l'exception de Gervais Chiasson, qui fut confondu avec Gervais Lanteigne. Neuf autres sont libérés sous caution. Aucune accusation n'est portée pour le meurtre de Louis Mailloux.
Onésiphore Turgeon propose comme avocat pour la défense le Canadien français Joseph-Adolphe Chapleau, qui jouit alors d'une très grande réputation et deviendra premier ministre du Québec en 1879. Il a assuré la défense d'Ambroise Lépine, compagnon de Louis Riel durant la Rébellion de la rivière Rouge, lors du procès pour le meurtre de Thomas Scott, qui a eu lieu dans des circonstances semblables. Chapleau accepte la proposition et reçoit la permission du Barreau du Nouveau-Brunswick. Le curé Joseph Pelletier et le député K. F. Burns s'opposent alors à sa nomination, prétextant que le choix d'un québécois irriterait davantage la population anglophone de la province. Ces objections ont raison de sa nomination. Me Samuel Robert Thompson, un Saint-Jeanois d'origine irlandaise, est finalement nommé. Il accepte de se faire assister par Pierre-Amand Landry, de Memramcook, et les avocats Adams et McManus, de Bathurst. Le curé Pelletier forme un comité pour amasser les fonds nécessaires, sans réel succès. On demande alors à Pascal Poirier de recueillir des fonds auprès des patriotes québécois. Nazaire Dupuis, de Montréal, aidé par le révérend Lory, organise de grandes assemblées et réussit à amasser la somme nécessaire.

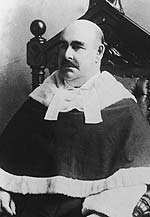
Le premier ministre et procureur général, George Edwin King.

La date d'ouverture du procès est fixée au 7 septembre 1875. Le procès est présidé par le juge John C. Allen et la Couronne est représentée par nul autre que le Procureur général et premier ministre, George E. King. La preuve est présentée par le shérif Vail devant un grand jury de 23 membres.
Le juge se montre très dur à l'égard des accusés et le grand jury accepte, deux jours plus tard, le 9 septembre, les actes d'accusation contre Joseph Chiasson, Bernard Albert, Luc Albert, Agapit Albert, Stanislas Albert, Prudent Albert, Joseph Dugay, Sinaï Paulin, et Moïse Parisé, pour le meurtre de John Gifford. Le lendemain, le grand jury accepte également les actes d'accusation contre Louis Chiasson, Gustave Gallien, Gervais Lanteigne, Jean L. Paulin, Phillias Mailloux, Fabienn Lebouthillier, Joseph Lebouthillier et Pierre Frigault, pour l'émeute du 15 janvier. Les accusations pour l'émeute du 25 janvier chez Robert Young sont refusées, malgré l'insistance de George E. King. Les accusés plaident tous non coupables, et les autres sont libérés, faute de preuves.

### Procès pour émeutes
Le procès pour émeute s'ouvre le 17 septembre et l'avocat de la défense demande l'annulation de l'acte d'accusation, en raison de quatre irrégularités, dont la partialité du shérif Vail et les liens de parenté entre certains grands jurés et les constables. Les objections sont rejetées le lendemain, mais le juge retient ces points pour considération future. Ensuite, Thompson ralentit la formation du petit jury, prétextant une autre fois des liens de parenté et le fait que le shérif Vail eut consulté Robert Young avant de convoquer les membres. Un petit jury de 12 membres est enfin formé le 24 septembre.
Dans les jours qui suivent, 22 témoins sont appelés à la barre par la Couronne et 11 par la défense. Le seul fait concordant entre les témoignages est la consommation d'alcool. Pendant deux heures, le 4 octobre, Thompson présente son plaidoyer, où il affirme entre autres qu'aucune émeute n'a pu être prouvée. King expose ensuite ses arguments durant trois heures et demie, où il affirme en substance que les accusés ont répandu la terreur. Le jury déclare les accusés coupable. Le juge fixe l'annonce de la sentence en juillet 1876 et réclame une caution de 1 200 $ pour la libération des coupables. Thompson annonce qu'il en appellera du verdict.

### Procès pour meurtre
Le procès pour meurtre de John Gifford commence le 29 octobre. Un autre petit jury est formé. Les accusés plaident non coupables et le juge leur annonce qu'ils seront jugés séparément. Thompson avertit alors qu'il récusera aussi les membres de la cour « un à un ». Le choix du petit jury est aussi pénible et se termine par la nomination des 12 membres le 8 novembre. Contrairement au premier procès, ce jury est composé entièrement de protestants.
La tactique de la Couronne est de prouver que les événements du 15 et du 25 janvier sont reliés et que les personnes cachées dans le grenier d'André Albert s'attendaient à l'arrivée des constables, tandis que la défense affirme que les constables ont tiré les premiers et que John Gifford aurait été tué en légitime défense. L'audition des témoins de la Couronne dure deux semaines. Le constable Robert Ramsay déclare qu'il a tiré le premier, ce qui confirmerait l'hypothèse de la défense. Les autres constables contredisent tous ce témoignage. Le constable Sewell se vante ensuite d'avoir tué Louis Mailloux. En contre-interrogatoire, le juge rejette toutes les questions de la défense à ce sujet. L'audition des témoins de la défense commence le 21 novembre. Entre autres, Pierre Thériault, un voisin d'André Albert, affirme qu'il a entendu trois ou quatre coups de feu tirés de l'extérieur. La plupart des témoins soutiennent qu'ils ne voulaient pas résister, mais qu'ils ont tiré, effrayés par les constables.
Lors de l'interrogatoire d'Agapit Albert, le 3 décembre, la tension monte entre Thompson et D.S. Kerr, adjoint au Procureur général. Kerr finit par insulter Thompson et le juge le condamne pour outrage au tribunal, lui infligeant une amende de 50 $.
Les avocats présentent leurs arguments finals le 6 décembre. Le lendemain, le président du jury, Alex Morrisson, informe la cour que Joseph Chiasson est trouvé coupable de meurtre. Kerr propose à Thompson, l'avocat de la défense, de demander aux 8 autres accusés de plaider coupable d'homicide involontaire, permettant au procès de continuer à la Cour suprême du Nouveau-Brunswick. Thompson accepte la proposition. Prudent et Luc Albert sont libérés en raison de leur jeune âge, ayant respectivement 16 et 18 ans. Joseph Chiasson doit demeurer en prison en attendant la sentence.

## Procès à la Cour suprême

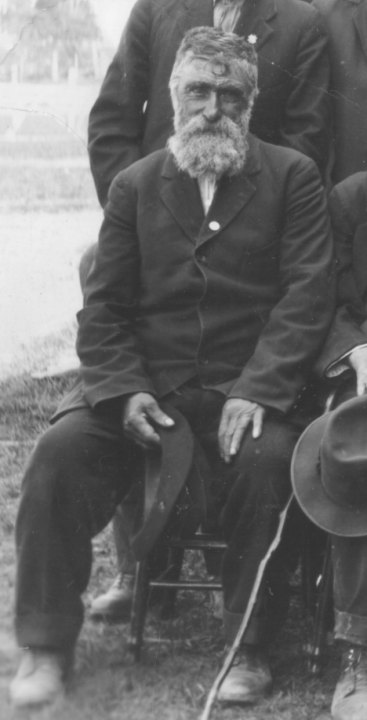
Joseph Chiasson en 1927, principal accusé dans l'affaire. Université de Moncton, Centre d'études acadiennes.

Durant les procédures, le juge Allen est nommé juge en chef à la Cour suprême, où il devra entendre un appel sur les deux procès qu'il a présidés. Le procès commence en février 1876, mais est aussitôt ajourné, l'avocat de la défense Thompson étant absent.

### Perte des appuis
Au même moment, les appuis envers les accusés s'effritent. Timothy Anglin, qui avait défendu les catholiques lors de la Question des écoles du Nouveau-Brunswick, est devenu président de la Chambre des communes du Canada à la suite de l'élection de 1874 et n'a plus la possibilité de participer au débat. Découragé par les événements, Théotime Blanchard avait déjà quitté son siège à l'Assemblée législative à la fin de 1875 pour devenir inspecteur des Poids et mesures dans le Nord de la province. L'évêque de Miramichi ordonne à Joseph Pelletier de quitter la ville ; il devient curé de Saint-François-de-Madawaska. Kennedy Francis Burns, qui a remplacé Blanchard au poste vacant de député de Gloucester en 1874, reste le seul appui politique des accusés.

### Scandale des dépenses

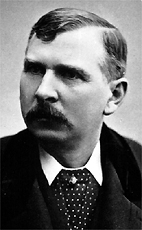
K.F. Burns.

Le 4 mars 1876, Kennedy Francis Burns demande que soient déposés à l'Assemblée législative les documents relatifs aux dépenses encourues lors des émeutes. Les révélations causent tout un émoi. En tout, le maintien de l'ordre a coûté 9 728,17 $, une somme énorme à l'époque. Entre autres, 2 121,99 $ ont été versés à Robert Young, dont 215,25 $ pour services de télégraphes. Les journaux anglophones Saint John Daily News, Advance et Telegraph, recevaient en effet une description détaillée de tout ce qui se passait à Caraquet. Le gouvernement a également fait des bénéfices de 101,71 $ de la vente aux enchères des fusils saisis, dont quatre venaient de chez André Albert. Burns demande à plusieurs reprises des justifications pour ces dépenses et d'autres députés lui conseillent de consulter le rapport du vérificateur général pour l'année 1875. N'y apprenant rien de plus et découragé, il laisse tomber.

### Reprise du procès
Les audiences recommencent pour de bon en mars. La première cause, R. v. Mailloux et al., est celle de l'émeute du 15 janvier. Thompson répète que plusieurs membres du grand jury étaient inadmissibles à siéger, ayant des liens de parenté avec les constables. De plus, il en appelle de la décision du juge de ne pas admettre en preuve la réunion scolaire du 14 janvier. Selon les appelants, cette réunion explique leur visite chez Blackhall le lendemain 15 janvier, pour poursuivre une réunion qui selon eux avait été ajournée par Blackhall lui-même et que leur intention n'était pas de contrevenir à la loi. La Cour conclut qu'en vertu du Jury Act, l'inclusion de personnes inadmissibles dans un grand jury n'est pas une raison pour invalider sa décision. Deuxièmement, elle maintient que l'on peut présumer l'intention de commettre un acte illégal en tenant compte de la nature des actions commises, dans ce cas-ci, notamment, l'obtention de signatures par la menace et les circonstances de la démission de Blackhall. Le verdict de culpabilité pour émeute est donc maintenu.
Le second procès, R. v. Chiasson, est une procédure inhabituelle et complexe. Dans ce cas-ci, l'appel entendu par la cour est interjeté par le juge en chef en personne. La Cour observe 48 points du premier procès de Joseph Chiasson. Elle conclut que la Couronne, représentée par George E. King, avait le droit de rayer le nom de certaines personnes sur la liste des jurés — dans ce cas-là tous les catholiques —, et ce, en conformité avec les Statuts du Canada, 32 et 33, Vic., c. 29, sect. 38-41. Le deuxième groupe de points concerne les allégations de préjudice de la part de certains membres du petit jury. La Cour conclut que bien qu'il soit possible de contester la participation de certains membres, il n'y a aucune preuve valable pouvant soutenir les allégations de parti pris. Enfin, la plus importante des trois catégories est relative à l'admissibilité et au rejet de certaines preuves. En effet, lors du premier procès, le juge Allen avait rejeté de nombreuses preuves appuyant la défense. Les juges, incluant Allen, reconnaissent qu'un grand nombre de ces preuves auraient pu être admises. Ils reconnaissent aussi que les événements du 15 janvier n'auraient pas dû être utilisés comme preuve à l'appui de la poursuite. De plus, ils conviennent que la Cour aurait dû faire témoigner les autres qui se trouvaient dans le grenier avec Joseph Chiasson, afin de déterminer s'ils étaient dans le grenier pour résister à l'arrestation ou parce qu'ils étaient effrayés.
La Cour suprême ordonne alors que les accusations doivent être annulées et la poursuite arrêtée pour le meurtre de John Gifford. La Cour suprême reconnaît aussi Joseph Chiasson et les autres personnes réfugiées avec lui dans le grenier comme non coupables. Finalement, les juges décident de ne pas imposer de sentence pour le verdict de culpabilité pour émeute le 15 janvier, étant donné le laps de temps écoulé depuis les événements.

## Rôle de la presse
Le News, l’Advance, et le Telegraph, des journaux anglophones et protestants, se portèrent à la défense du gouvernement. The Morning Freeman, un journal anglophone destiné aux Irlandais catholiques et Le Moniteur acadien prirent quant à eux la défense des habitants de Caraquet. The Morning Freeman appartenait à Timothy Anglin, député de Gloucester au début de la Question des écoles du Nouveau-Brunswick. Son journal était encore plus combatif que Le Moniteur acadien.

## Caraquet après l'affaire

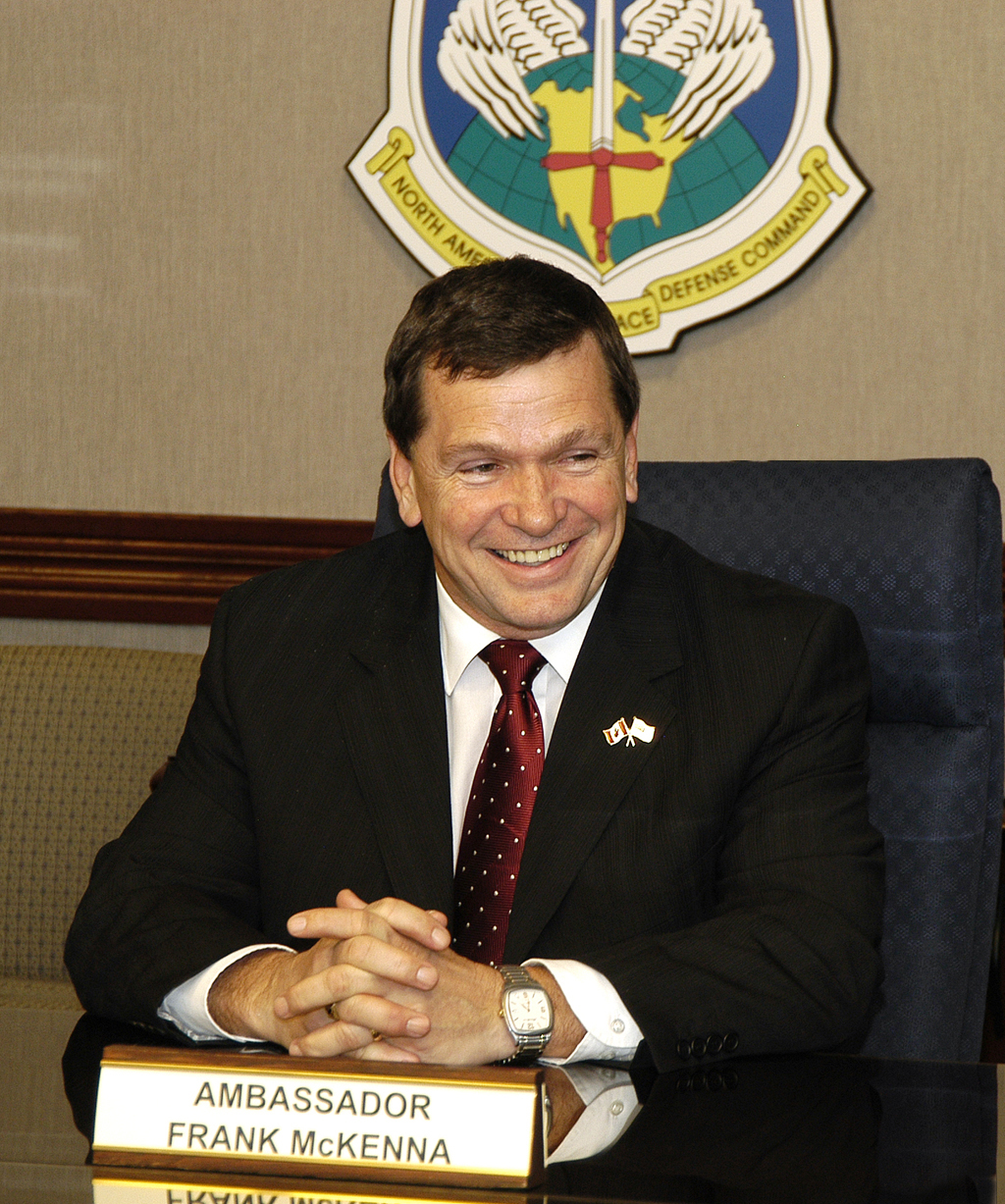
Plus d'un siècle après l'Affaire, les propos de Frank McKenna et de Jane Barry ont choqué la population.

Joseph Pelletier est remplacé à titre de curé de Caraquet en 1876, à la suite de l'affaire Louis Mailloux.
James Blackhall quitta Caraquet pour Montréal peu de temps après les émeutes. La population continua à faire affaire avec Robert Young. Son fils Frederick T. B. Young, son petit-fils Frederick G. et Doug Young, un autre descendant, furent tous élus au parlement provincial ou fédéral.
La rue sur laquelle est survenue la fusillade se nomme maintenant rue des Patriotes. La maison d'André Albert n'existe plus, mais le monument Hommage aux Patriotes a été inauguré à cet endroit en 1986. Il consiste en une stèle de granite flanquée de deux drapeaux acadiens et porte l'inscription « HOMMAGE AUX PATRIOTES – ICI, le 27 janvier 1875, un groupe de patriotes dont Louis Mailloux, se sont insurgés contre l'application de la loi King qui interdisait l'enseignement de la religion à l'école ». Une rue du quartier Le Bouthillier, d'où venaient la plupart des pêcheurs de Caraquet et protagonistes dans les émeutes, est nommée en l'honneur de Louis Mailloux. L'école secondaire de la ville porte aussi son nom.
En 1997 eurent lieu les émeutes de Saint-Sauveur et Saint-Simon, où une manifestation de parents contre la fermeture de leur école fut violemment réprimée par la Gendarmerie royale du Canada. Jane Barry, Solliciteur général du Nouveau-Brunswick, déclencha ensuite un tollé en affirmant à l'Assemblée législative que les habitants de la péninsule acadienne ont l'habitude d'obtenir ce qu'ils veulent par la violence, en faisant en partie allusion aux émeutes de Caraquet. Le conseil municipal de Caraquet lui demanda de présenter des excuses publiques. Le premier ministre Frank McKenna avait déjà affirmé qu'«il y a une histoire de rébellion ou de violence dans la Péninsule acadienne lorsque les choses ne vont pas selon leurs désirs.». En 2007, le député Paul Robichaud présenta un projet de motion d'excuses à l'Assemblée législative. À la demande du ministre de l'Éducation, Kelly Lamrock, le texte fut amendé pour retirer toute référence à la présentation d'excuses ainsi qu'à Frank McKenna et Jane Barry.

## L'affaire Louis Mailloux dans la culture
Chez les Canadiens anglais, la mort de John Gifford a eu un effet semblable à celle de Thomas Scott.
Chez les Acadiens, Louis Mailloux est devenu un héros national.
En 1929, le Néo-Brunswickois James Branch crée la pièce Vivent nos écoles catholiques ! ou la Résistance de Caraquet, la première à s'intéresser aux événements de 1875. La pièce est centrée sur le personnage de Louis Mailloux, qui est dépeint comme un personnage impulsif enclin à se mettre dans le pétrin. La pièce fait état d'un conflit de générations, où les plus âgés partagent l'opinion du curé Pelletier, qui critique les agissements des jeunes.
En 1967, Calixte Duguay écrit Le Vieux Majorique, une nouvelle racontant l'histoire de Louis Mailloux. Il écrit peu de temps après la chanson Louis Mailloux. Le Parti acadien est fondé en 1972 durant la montée du nationalisme acadien. Duguay, étroitement lié au parti, s'associe avec Jules Boudreau pour écrire la pièce de théâtre Louis Mailloux, qui est présentée pour la première fois en 1975 à l'occasion du centenaire de la fusillade. Cette pièce a connu une réécriture et plusieurs présentations au fil des années.
Un couplet de la chanson Chanter ma vie, de Wilfred LeBouthillier, mentionne indirectement l'affaire :
« Ce n'est pas parce qu'on l'ignore qu'il n'y a rien qui s'est passé
Dans mon village de Caraquet, la nuit du 27 janvier »
Les prisonniers ont rapporté des pommes de terre bleues de Bathurst, qui sont toujours cultivées à Caraquet et qui sont surnommées « patates de prison » pour cette raison.

## Historiographie
De nombreux articles et livres ont été écrits sur la question des écoles du Nouveau-Brunswick, mais peu s'intéressent précisément à l'affaire Louis Mailloux.
Dans Un tribut à la race acadienne, les premiers mémoires publiés en Acadie en 1928, le député Onésiphore Turgeon écrit un chapitre sur l'affaire. William Francis Ganong en glisse quelques mots dans ses deux articles intitulés History of Caraquet and Pokemouche et publiés en 1907. Corinne Albert-Blanchard traite de la question en 5 pages dans Caraquet : Quelques bribes de son histoire (1967). Par contre, J. Antonin Friolet en fait 9 pages dans Caraquet : Village au soleil (1978) alors que Clarence LeBreton et Bernard Thériault font de même en 1981 dans Caraquet 1961-1981 : du plus long village du monde à la plus longue rue des maritimes.
En 1992, après cinq ans de recherches, Clarence LeBreton publie un livre intitulé L'affaire Louis Mailloux. Le livre fut critiqué pour sa présentation et ses fautes d'orthographe tandis que des gens contestèrent certains faits historiques décrits. Malgré la volonté de l'auteur, l'éditeur décida finalement de le retirer du marché. Clarence LeBreton dut plus tard démissionner de son poste de professeur au campus de Shippagan de l'Université de Moncton. Les Éditions de la Francophonie rééditèrent le livre le 26 juillet 2002, sous le titre La révolte acadienne, à l'occasion de la Fête nationale de l'Acadie. Le texte fut corrigé et LeBreton en profita pour ajouter des documents. L'éditeur Denis Sonier affirma à ce sujet « C’est un livre trop important, d’une richesse au niveau de l’histoire, pour être oublié. ». Le livre connut un certain succès et fut vendu au Nouveau-Brunswick et dans 60 librairies du Québec ainsi qu'à Paris.